# Aventura
Aventura – dominikański zespół, założony w 1994 roku w Nowym Jorku. Grupa gra muzykę znaną jako bachata z domieszkami hip-hopu i R&B. Ich piosenki tworzone są głównie w języku hiszpańskim. W Europie największą sławę przyniósł im album We broke the rules, a zwłaszcza pochodząca z niego piosenka Obsesión

## Członkowie
- Anthony Santos – śpiew
- Henry Santos Jeter – śpiew, tekst, muzyka
- Lenny Santos – gitara
- Max Santos – gitara basowa